# Goranovo proljeće
Goranovo proljeće je pjesnička manifestacija. Utemeljena 1964. godine u spomen na velikog hrvatskog pjesnika Ivana Gorana Kovačića. Održava se svake godine na dan pjesnikova rođenja, 21. ožujka, u njegovom rodnom Lukovdolu. 

## Nagrade Goranovog proljeća
- Goranov vijenac, utemeljena 1971. godine
- Goran za mlade pjesnike, utemeljena 1977. godine